# Сату-Поени
Сату-Поени или Поиенеле (рум. Satu Poieni) — село в Румынии, входит в состав жудеца Вылча. Административно подчинено городу Бэлчешти.

## География
Село расположено в 174 км к востоку от Бухареста, 65 км юго-западнее Рымнику-Вылчи, 33 км к северу от Крайовы.

## Население
По данным переписи населения 2002 года в селе проживало 79 человек, все — румыны. Все жители села родным языком назвали румынский.